# Мошель
Мошель (нем. Moschel) — река в Германии, приток Альзенца, протекает по земле Рейнланд-Пфальц. Площадь бассейна реки составляет 65,997 км². Длина реки — 20,4 км.
На реке расположены города Обермошель и Нидермошель, между которыми из долины реки поднимается гора Мошельландсберг, знаменитая месторождением ртути. В частности по имени горы был назван минерал Мошельландсбергит — амальгама серебра Ag2Hg3.
Название происходит от слова Moos, пфальц. Muusch(t)/Maosch(r) — «мох».